# NGC 5903
NGC 5903 is een elliptisch sterrenstelsel in het sterrenbeeld Weegschaal. Het hemelobject werd op 21 mei 1784 ontdekt door de Duits-Britse astronoom William Herschel.

## Synoniemen
- ESO 514-4
- MCG -4-36-8
- UGCA 405
- AM 1515-235
- PGC 54646